# Ödenburg (Oberstetten)
Die Ödenburg ist die Ruine einer Gipfelburg auf einem 805 m ü. NN hohen Berggipfel bei dem Ortsteil Oberstetten der Gemeinde Hohenstein im Landkreis Reutlingen in Baden-Württemberg.

## Geschichte
Die Burg wurde 1050 bis 1100 von den Herren von Oberstetten erbaut, und Ende des 11. Jahrhunderts erwähnt, zwischen 1200 und 1250 wurde die Burg nach Zerstörung aufgegeben und verfiel. Ab 1460 wurde die Burg, weil verlassen, also „öde“ war, Ödenburg genannt. 1978 wurde die Anlage zum Teil abgerissen und ein Wasserreservoir angelegt.
Von der ehemaligen Burganlage, die über einen Burggraben, einen Wall, einen Palas, Zwingermauer und eine Umfassungsmauer verfügte, sind noch Reste der Zwingermauer und des Grabens erhalten.